# Cantó de Corsan

El cantó al departament de l'Aude

El cantó de Corsan és un cantó francès del departament de l'Aude, a la regió d'Occitània. Està inclòs al districte de Narbona, té 8 municipis i el cap cantonal és Corsan.

## Municipi
- Armissan
- Corsan
- Cucçac d'Aude
- Fluris
- Grussan
- Salas d'Aude
- Vinassan